# 于静远

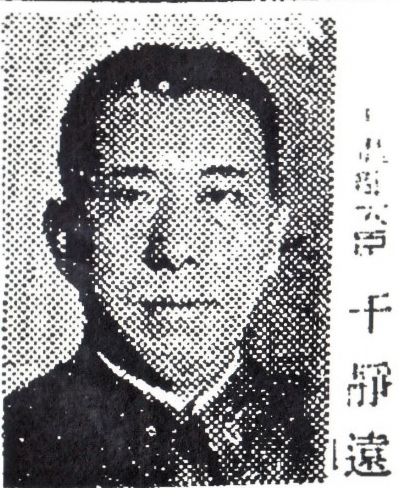
《朝日新聞》
1942年9月29日晚報版

于静远（1898年—1969年11月12日），字任朴，盛京将軍管轄区奉天府遼陽州人，中华民国大陆时期、满洲国政治人物及军事将领。

## 生平
于静远1910年入辽阳启化学堂小学初等班。1912年秋，入沈阳第六模范小学高等班。1914年冬，插班入辽阳县立中学。1915年秋，入大连公学堂，学习两星期后即退学。1915年秋，入辽阳文德中学附课。1916年春，入上海同济医工专门学校语言科学习。1919年冬，从上海同济大学语言科毕业。1920年冬，自费赴德国留学。1921年春，他转赴瑞士留学。1921年夏，入瑞士炮兵新兵学校。1921年冬，入瑞士炮兵下士官学校。1922年夏，入瑞士炮兵士官学校。
回国后，他于1923年11月任沈阳东北大学德语讲师。1924年3月到1928年春，任哈尔滨的东省铁路护路军总司令部少校参谋。1924年夏，兼任横道河子特警总署长。1924年秋到1928年春，兼任哈尔滨木石税局副局长。1925年冬到1931年秋，兼任东省特别区行政长官公署参议。1926年冬到1927年冬，兼任哈尔滨东北航务局顾问。1927年夏到1929年冬，兼任东省铁路理事长公署顾问。1928年春到1931年秋，任东省铁路护路军总司令部中校参谋。
1931年九一八事变爆发。1931年11月9日，任奉天省自治指导部顾问，12月兼任自治训练所长，并兼任监察部长。满洲国建国的1932年（大同元年）3月，和阮振鐸与满洲青年联盟的山口重次、小澤開作组织满洲協和党。同年夏，满洲協和党改組，满洲国协和会成立，1932年4月他任满洲国协和会中央事务局总务处长，兼满洲国奉天省公署秘书。1933年11月，他到日本东京任满洲国驻日本公使馆参事官，兼学务处长。1935年，兼任满洲国留日学生会会长，兼满洲国留日学生会馆理事。1936年，兼任满洲国协和会驻东京委员。1937年4月，任满洲国协和会中央本部长。1937年（康德4年）7月他任国務院臨時訂立条約準備委員会委員。
1938年2月，于静远任满洲国新京特别市长，兼满洲国协和会首都本部长，兼满洲国协和会中央本部委员会委员，兼满洲国军人后援会副会长。1939年，兼任满洲国总务厅企划委员会委员。1940年6月，任满洲国产业部大臣，兼满洲国协和会中央本部委员会委员。1940年8月，任满洲国兴农部大臣，兼满洲国协和会中央本部委员会委员。1942年9月，任满洲国民生部大臣，兼满洲国国民勤劳奉公队总司令，兼满洲国协和会中央本部委员会委员。1944年12月，任满洲国经济部大臣，兼满洲国协和会中央本部委员会委员。
1945年满洲国滅亡後，于静遠被苏联逮捕，押往苏联，关押在西伯利亚。中華人民共和国成立后，他于1950年被引渡回国，关押在撫順战犯管理所。1966年，他获得特赦释放。
1969年11月12日逝世，享年72岁。

## 家庭
- 于静远是沖漢的长子。